# Jack DeJohnette
Jack DeJohnette (* 9. srpna 1942 Chicago, Illinois, USA) je americký jazzový bubeník, klavírista a hudební skladatel. Je považován za jednoho z nejvlivnějších bubeníků dvacátého století. Nahrál mnoho sólových alb a spolupracoval například s Milesem Davisem, Joe Hendersonem, Freddie Hubbardem, Keithem Jarrettem, Sonny Rollinsem, Johnem Scofieldem, Johnem McLaughlinem, Chrisem Potterem, Patem Methenym, Miroslavem Vitoušem a mnoha dalšími.